# Volterra
Volterra er en by i Toscana, Italien. Byen har 9.537(2023) indbyggere. Den har bymur og ligger på toppen af en bjergtop. Byens historie går tilbage til 600-tallet f.v.t., og den har mange velbevarede bygninger fra etruskerne, romerne og middelalderen.

## Historie
Volterra, af oldtidens etruskere omtalt som Velathri eller Vlathri og af romerne kendt som Volaterrae, er en by og comune. Under villanovankulturen i bronzealderen var der bosættelser på stedet, og det var et vigtig sted for etruskerne (Velàthre, Velathri eller Felathri på etruskisk, Volaterrae på latin), og en af de "tolv byer" i den eutriskiske liga.